# Coliseo Arena de Sal
El Coliseo Arena de Sal es el coliseo municipal de la ciudad de Zipaquirá, Colombia. Está ubicado en el barrio Julio Caro, y cuenta con una capacidad de 2600 espectadores. Es producto de la renovación del antiguo Coliseo Parmenio Cárdenas, y el diseño estuvo a cargo del ingeniero Jorge Acevedo, quien también diseñó el Movistar Arena, en Bogotá. Es administrado por la Alcaldía Municipal de Zipaquirá y el Instituto Municipal de Cultura, Recreación y Deporte del municipio.
En 2022 fue elegido como subsede alterna para la disciplina de bádminton, en el marco de los Juegos Bolivarianos de 2022.